# 知里 (演歌歌手)
知里（ちさと、6月27日 - ）は、日本の女性演歌・歌謡曲歌手。本名は、金子 知里（かねこ ちさと）、ニックネームは「ちーちゃん」「歌子」。ペンネームに「斑野ねこ」「麻生知里」がある。身長156cm。血液型はA型。所属事務所は、オフィス・かねこ株式会社。所属レコード会社は、日本クラウン。

## 経歴
- 2002年、第12回日本クラシック音楽コンクール声楽部門本選出場。
- 2003年、第13回日本クラシック音楽コンクール声楽部門本選出場。
- 2004年8月、日墺文化協会主催フレッシュコンサート2004オーディションに合格。同10月24日に開催された「フレッシュコンサート2004」（於 サントリーホール）に出演し、奨励賞を受賞。
- 2005年8月、MKエンタープライズボーカリストオーディションで優秀賞を受賞、同社歌手部門に所属。
- 2007年1月21日、JAZZDAY新人ボーカルコンテスト2007で準グランプリを受賞。
- 2009年5月、キングレコードより本名で『birth～誕生～』でメジャーデビュー。
- 2010年6月2日、「知里」に改名し、演歌・歌謡曲歌手として日本クラウンより『やさしい日々』で再デビュー。同6月6日に千葉テレビ放送にて『知里のミュージックエッセンス』を放送開始。

## 人物・エピソード
- 千葉県市川市出身。市川市立中山小学校、昭和学院秀英中学校・高等学校、日本大学藝術学部音楽学科声楽コース卒業、同大学院修了[4][5]。
- 韓国への留学経験もあり、韓国語にも通じている[4]。

## ディスコグラフィ

### シングル
- 全て日本クラウンからリリース。
- 「斑野ねこ」「麻生知里」は、知里のペンネーム。

| #  | 発売日         | 曲順 | タイトル             | 作詞         | 作曲       | 編曲       | オリコン 最高順位 | 規格品番            |
| -- | -------------- | ---- | -------------------- | ------------ | ---------- | ---------- | ----------------- | ------------------- |
| 1  | 2010年 6月2日  | 01   | やさしい日々         | 美奈里つぼみ | 三島大輔   | 前田俊明   | 81位              | CRCN-1479           |
| 1  | 2010年 6月2日  | 02   | ひこうき雲の先に…    | 美奈里つぼみ | 三島大輔   | 前田俊明   | 81位              | CRCN-1479           |
| 2  | 2012年 6月6日  | 01   | 追いかけて           | さくらちさと | 三島大輔   | 照屋宗夫   | -                 | CRCN-1618           |
| 2  | 2012年 6月6日  | 02   | ひとりじゃないから   | さくらちさと | 三島大輔   | 照屋宗夫   | -                 | CRCN-1618           |
| 3  | 2014年 5月7日  | 01   | 東京恋歌             | 伊藤薫       | 伊藤薫     | 照屋宗夫   | -                 | CRCN-1791           |
| 3  | 2014年 5月7日  | 02   | ちさとマーチ         | 木下めろん   | 木下めろん | 松井タツオ | -                 | CRCN-1791           |
| 4  | 2016年 6月22日 | 01   | 虹のかなたに         | 小山田里奈   | 小田純平   | 矢田部正   | -                 | CRCN-1972           |
| 4  | 2016年 6月22日 | 02   | 星になったじぃじ     | 小山田里奈   | 斑野ねこ   | 南郷達也   | -                 | CRCN-1972           |
| 5  | 2017年 5月10日 | 01   | 花艶歌               | 麻こよみ     | 岡千秋     | 伊戸のりお | -                 | CRCN-8057           |
| 5  | 2017年 5月10日 | 02   | イヨマンテの夜       | 菊田一夫     | 古関裕而   | 照屋宗夫   | -                 | CRCN-8057           |
| 6  | 2018年 3月28日 | 01   | あなたの女です       | 麻こよみ     | 岡千秋     | 南郷達也   | -                 | CRCN-8133           |
| 6  | 2018年 3月28日 | 02   | 黒百合の歌           | 菊田一夫     | 古関裕而   | 椿拓也     | -                 | CRCN-8133           |
| 7  | 2019年 7月3日  | 01   | 華ロック             | 伊藤美和     | 岡千秋     | 伊戸のりお | -                 | CRCN-8266           |
| 7  | 2019年 7月3日  | 02   | 抱きしめて           | 伊藤美和     | 小田純平   | 矢田部正   | -                 | CRCN-8266           |
| 8  | 2021年 10月6日 | 01   | 永遠の人             | 伊藤美和     | 杉本眞人   | 照屋宗夫   | 29位              | CRCN-8431 (タイプA) |
| 8  | 2021年 10月6日 | 02   | 逢いたい人は誰ですか | 伊藤美和     | 杉本眞人   | 照屋宗夫   | 29位              | CRCN-8431 (タイプA) |
| 8  | 2021年 10月6日 | 02   | ひとりにしないで     | 大矢弘子     | 三島大輔   | 伊戸のりお | 29位              | CRCN-8432 (タイプB) |
| 9  | 2023年 1月18日 | 01   | 哀しみのラストタンゴ | 冬弓ちひろ   | 杉本眞人   | 照屋宗夫   | 26位              | CRCN-8536           |
| 9  | 2023年 1月18日 | 02   | 愛しても             | 伊藤美和     | 麻生知里   | 照屋宗夫   | 26位              | CRCN-8536           |
| 10 | 2024年 7月2日  | 01   | シークレットラブ     | 伊藤美和     | 麻生知里   | 照屋宗夫   | 24位              | CRCN-8669           |
| 10 | 2024年 7月2日  | 02   | 夢陽炎               | 伊藤美和     | 麻生知里   | 照屋宗夫   | 24位              | CRCN-8669           |

### アルバム

#### オリジナル・アルバム
| 発売日        | タイトル                       | レーベル       | 規格品番   |
| ------------- | ------------------------------ | -------------- | ---------- |
| 2009年5月27日 | birth〜誕生〜                  | キングレコード | KICS-1466  |
| 2018年11月7日 | 知里の歩み vol.1〜恋うた綴り〜 | 日本クラウン   | CRCN-20453 |

#### カバー・アルバム
| 発売日        | タイトル                       | レーベル     | 規格品番   |
| ------------- | ------------------------------ | ------------ | ---------- |
| 2015年7月29日 | それぞれの時代〜知里カバー集〜 | 日本クラウン | CRCN-20406 |

#### 参加作品
| 発売日       | タイトル                                | 収録曲                    | レーベル         | 規格品番     |
| ------------ | --------------------------------------- | ------------------------- | ---------------- | ------------ |
| 2009年7月8日 | 虹 / The Best of Songs On the Web Vol.3 | 黄金愛 銀のリング Scarlet | Songs On the Web | SOWCP-200901 |

### タイアップ曲
| 年     | 楽曲         | タイアップ                                         |
| ------ | ------------ | -------------------------------------------------- |
| 2010年 | やさしい日々 | 千葉テレビ「知里のミュージックエッセンス」EDテーマ |
| 2016年 | 虹のかなたに | 映画「電車を止めるな!」EDテーマ                    |

## 出演

### レギュラー番組（テレビ）
- 千葉テレビ放送、J:COMチャンネル「知里のミュージックエッセンス」
2011年まではBSイレブンでも放送。
千葉テレビの音楽番組は大半が演歌番組であるが、当番組は懐かしの名曲を歌うゲストを招いたり、視聴者からのリクエストなどで知里が洋楽やポピュラー音楽などもカバーするので、ジャンルを問わない番組となっている。
- JCNプラスチャンネル　JCN市川「デイリー市川」番組内企画『知里のイチ(市)押しラーメン』
- JCNプラスチャンネル　JCN市川「知里のミュージックボックス」

### テレビドラマ
- TBS系 水曜劇場「赤かぶ検事京都篇」第6話 看護士役（2010年2月17日放送）

### CM
- 佐野総合法律事務所 OL役
- 君津住宅 断熱編
- 株式会社鈴久建設 40周年記念

### 映画
- 松竹配給「カルテット!」（2012年1月7日ロードショー公開、DVD：松竹 DB-0611） 歌手役

### 歌唱
国歌斉唱
- 2009年8月29日、千葉マリンスタジアム 「千葉ロッテマリーンズ vs 東北楽天ゴールデンイーグルス」戦
- 2009年8月15日、ブレックスアリーナ宇都宮 国際タイトルマッチ戦「宇都宮蹴拳伝 vol.3 ～Challenge of UTSUNOMIYA’s fighter～」
- 2010年6月5日、千葉県総合スポーツセンター硬式野球場 「森田健作 千葉熱血MAKING vs 萩本欽一 茨城ゴールデンゴールズ」戦